# A BEAUTIFUL REEL. B'z LIVE-GYM 2002 GREEN ～GO★FIGHT★WIN～
《a BEAUTIFUL REEL. B'z LIVE-GYM 2002 GREEN 〜GO★FIGHT★WIN〜》是日本音樂組合B'z於2002年11月27日發行的第7張影像作品（作為VHS是第7張，作為DVD是第5張）。

## 演奏

### 成員
- 松本孝弘：吉他・製作人
- 稻葉浩志：主唱・吉他

### 支援樂手
- 增田隆宣：鍵盤
- Barry Sparks（日语：ビリー・シーン）：貝斯
- Shane Gaalaas（日语：シェーン・ガラース） ：爵士鼓

## 概要
自動員了日本全國70萬人的巡迴演唱會「B'z LIVE-GYM 2002 GREEN 〜GO★FIGHT★WIN〜」中，主要收錄了橫濱國際綜合競技場公演模樣。亦是正值世界盃結束後不久，有多場公演是舉辦在同大賽所使用的體育場。此外，參加了Mr. Big的貝斯手Billy Sheehan一事亦掀起話題。收錄內容從前半起至中盤，在曲目間插入了後台及彩排等紀錄片影像。
僅DVD雙碟組收錄了特典影像。此外，在巡演中亦有演奏未收錄曲(太陽的Komachi Angel)，在HALL公演上的(漫長的愛) 與、(以銀色之翼飛翔吧)（收錄了一部分於紀錄片中）。

## 收錄影像曲

### DISC 1
1. 亦是成為了本次巡迴演唱會副標題的開場曲。
2. 本巡演的主標題曲。在前奏中，連續播放了不同日所特寫的Shane手臂上用麥克筆書寫的各會場名稱（順序為橫濱、名古屋、福岡、札幌、静岡、大分、新潟、浪速、廣島）。
3. 由「SHOWCASE SAPPORO DEVIL」(Zepp Sapporo)的現場景象揭開序幕，在大喊了「B'z的SHOWCASE歡迎光臨！[原文 1]」後，前奏中亦有剪入慣例的「B'z的LIVE-GYM歡迎光臨！[原文 2]」。樂曲途中是由大分、静岡、廣島公演的影像剪輯而成。在吉他獨奏後，會切換到彩排風景。
4. 去掉了在第2句和聲以後的部分。
5. 結尾的編曲與CD音源不同。
6. 在樂曲中盤，稻葉會乘上衝浪板套組，電視牆上隨即播放出正在衝浪的合成影像。實際在演唱會上，本曲前演奏的是「太陽のKomachi Angel」。在前奏之前，插入了Billy Sheehan的經紀人的訪談。
7. 稻葉用原聲吉他自彈自唱。由靜岡公演的彩排音源揭開序幕，切換到本篇的現場演奏。
8. 松本的吉他獨奏（器樂曲）。在電視牆上播放了PV，舞台後方登場了巨大的組裝龍。
9. 移動到中央舞台上演出。披露了不插電版本。在演奏前稻葉說了「LOVE橫濱[原文 3]」，亦收錄了一部分MC。
10. 演奏了不插電版本。影像以橫濱公演的彩排風景為主。穿插了一部分黑白底片的靜止畫面。之後，成員在競技場上步行回到主舞台。
11. 自舞台前方及後方噴出火焰，亦從組成人形的11座巨大桁架『ROCK MAN』（ロックマン）身上噴出火花。此外，在樂曲結尾加入了來自增田隆宣的鍵盤SOLO演奏。
12. 前奏由Shane的爵士鼓揭開序幕。在樂曲最後，稻葉披露了泛音Shout。在結尾松本彈奏吉他的同時，『ROCK MAN』（ロックマン）開始運轉，伴隨著燈光點亮，雙手雙腳大幅度地伸展。
13. 前奏時『ROCK MAN』（ロックマン）頭部的前照燈，以仿佛由左至右，由右至左流動般地亮燈，亦可看見唯獨從左邊數來第4個ROCK MAN，有狀況不良並未亮燈的情況。
14. 前奏由Billy的貝斯獨奏揭開序幕。
15. 自本巡演開始，成為了在本曲結尾有慣例的3連跳。
16. 從此處開始安可。在演奏前有關於專輯『GREEN』標題的MC。自第2句和聲起，在舞台後方登場了抽中「Magic DE On Stage」（マジカDEオンステージ）特獎的粉絲們。
17. 與最終日的9月9日大阪巨蛋公演影像同步。在前奏與間奏中，稻葉和觀眾一同吹響巡演周邊商品的哨子。在間奏的呼喊＆回應（日语：コール&レスポンス）（Call and Response）的間隙中，有松本與Billy的輪流演奏。

片尾曲使用了作為退場曲所播放的「New Message」（當時為未發表曲）與「STAY GREEN〜未熟な旅はとまらない〜」的DEMO版本。

### DISC 2（僅DVD附屬）
1. B'z LIVE-GYM 2002 "Rock n' California Roll" San Diego - Los Angeles - Tokyo
B'z首次美國公演的摘要影像。亦收錄了彩排風景。在聖地牙哥公演中可聽到些許未發表曲的。
收錄了在追加公演的日比谷野外音樂堂上的的演唱會影像（直至第2句和聲為止）。
2. B'z LIVE-GYM 2002 "GREEN" ～GO★FIGHT★WIN～ Leftovers
收錄了裝進舞台製作過程的「THE PASS」，與裝進在實際巡演中通過抽選，可於正式表演前的舞台上參觀學習的「Magic DE On Stage」（マジカDEオンステージ），以及裝進演唱會寫真的「BEAUTIFUL CUTS」。